# Moulaye Ould Mohamed Laghdhaf
Moulaye Ould Mohamed Laghdhaf (Alternativname: Moulaye Ould Mohamed Laghdaf; arabisch مولاي ولد محمد لغظف, DMG Mūlāy walad Muḥammad Laġẓaf; * 1957 in Néma, Hodh Ech Chargui) ist ein mauretanischer Politiker, der zwischen 2008 und 2014 Premierminister von Mauretanien war.

## Leben
Moulaye Ould Mohamed Laghdhaf gehört dem Stamm der Tajakant an und ist ein Nachfahre des Laghlal-Stammes, zu denen die gebildeten Marabout gehören. Nach seiner Schulzeit absolvierte er ein Studium im Fach Mineral- und Chemieingenieurwesen an der Mohamedia Engineering School in Marokko, welches er 1984 beendete. Er absolvierte zudem ein postgraduales Studium im Fachmanagement an der Hochschule für Handelswissenschaften sowie der Université libre de Bruxelles und erwarb 1990 einen Doctor of Philosophy (Ph.D.) im Fach Angewandte Wissenschaften an der Université libre de Bruxelles. Er war von 2000 bis 2006 Koordinator des Integrierten Entwicklungsprojekts des belgischen Entwicklungshilfeministeriums für die Region Hodh Ech Chargui in Mauretanien. 2006 wurde er zum Botschafter in Belgien und für die Europäische Union ernannt und bekleidete diese diplomatischen Posten bis 2008.
Nach dem Putsch von General Mohamed Ould Abdel Aziz am 6. August 2008 und der Absetzung von Staatspräsident Sidi Ould Abdallahi wurde der Parteilose Laghdhaf am 14. August 2008 von Mohamed Ould Abdel Aziz zum Premierminister von Mauretanien ernannt. Er fungierte während der gesamten Zeit nach dem Putsch als Premierminister, auch während der Übergangsregierung der Nationalen Einheit, die sich aus dem Dakar-Abkommen ergab. Gemäß einer am 4. Juni 2009 von allen Parteien unterzeichneten Vereinbarung ernannte der am 6. August 2008 gestürzte Präsident (der behauptete, er sei der rechtmäßige Präsident), Sidi Mohamed Ould Cheikh Abdallahi, ein neues Kabinett mit Yedali Ould Cheikh als Verteidigungsminister, Mohamed Ould R’Zeyzim als Innenminister und Sidi Ould Salem als Finanzminister, Moulaye Ould Mohamed Laghdhaf blieb Premierminister und Mohamed Mahmoud Ould Mohamedou Außenminister. Am selben Tag wurde die herrschende Militärjunta, der Hohe Staatsrat, in Oberster Rat der Nationalen Verteidigung umbenannt. Am 27. Juni trat Abdallahi offiziell zurück und Ba Mamadou Mbaré, der derzeitige Interimspräsident, blieb bis zur Vereidigung des nächsten Präsidenten im Amt, der bei den Präsidentschaftswahlen am 18. Juli 2009 gewählt wurde.
Nachdem der bisherige Präsident des Hohen Staatsrates Mohamed Ould Abdel Aziz am 5. August 2009 als Staatspräsident vereidigt wurde, ernannte er am 11. August 2009 eine neue Regierung und behielt Moulaye Ould Mohamed Laghdaf als Premierminister. In diesem Kabinett wurde Naha Mint Mouknass Außenministerin, Hamadi Ould Hamadi Verteidigungsminister, Mohamed Ould Boilil Innenminister und Kane Ousmane Finanzminister. Premierminister Laghdhaf reichte am 2. Februar 2014 den Rücktritt seiner Regierung ein. Am 3. Februar 2014 wurde er mit der Bildung einer neuen Regierung beauftragt, wobei das am 12. Februar 2014 vorgestellte neue Kabinett in Schlüsselpositionen unverändert blieb.
Er bekleidete das Amt des Premierministers bis zum 20. August 2014 und wurde daraufhin von Yahya Ould Hademine abgelöst.
Laghdhaf ist verheiratet und Vater von vier Kindern. 